# Yixing
Yixing (宜兴 ; pinyin : Yíxīng) é uma cidade da província de Jiangsu, na República Popular da China. É uma cidade administrativa sob jurisdição da cidade-prefeitura de Wuxi e faz parte do delta do rio Yangtzé. Com uma indústria moderna, bem desenvolvida, é conhecida pelos bules de chá Zisha, feitos tradicionalmente com argila. Tem uma grande quantidade de investigadores e académicos. Situada na margem ocidental do Lago Taihu, fica no centro de um triângulo formado pelas cidades de Xangai, Nanjing e Hangzhou.
Yixing está dividida em quatro subdistritos e 14 vilas: